# Балей Степан-Максим Володимирович
Степа́н (Стефан Макси́м) Володи́мирович Бале́й (пол. Stefan Baley; 4 лютого 1885, Великі Бірки — 13 вересня 1952, Варшава) — український і польський психолог, педагог, філософ. Доктор філософії (1911) та медицини (1923), професор (1927). Член НТШ (1917), Українського лікарського товариства (1923), Польської Академії Наук (1952). Брат Святослава-Романа Балея. 

## Життєпис
Народився 4 лютого 1885 року в с. Великі Бірки (Тернопільський повіт, Королівство Галичини та Володимирії, Австро-Угорщина, нині  селище Тернопільського району Тернопільської області, Україна) в сім'ї вчителя народної школи Володимира Балея та вчительки Ірени Швейковської   Закінчив початкову школу в Микулинцях, потім навчався в Першій тернопільській гімназії, де склав матуру і одержав свідоцтво зрілості.
У 1903—1907 роках навчався на філософському факультеті Львівського університету переважно з фаху філософії та психології, а також слухав лекції з польської літератури. Належав до найкращих студентів професора Казімежа Твардовського.
Після закінчення університету склав державний іспит на вчителя середніх шкіл, працював у гімназіях з українською мовою викладання в Перемишлі, Тернополі, Львові, де викладав математику, початкову психологію і логіку.
У 1911 році у Львівському університеті під керівництвом професора К. Твардовського здобув науковий ступінь доктора філософії, а в 1912 році на цій підставі отримав від австрійського міністерства освіти стипендію з фонду, призначеного для подальшого навчання доцентів, і виїхав на спеціальні студії з курсу філософії до Німеччини, опісля до Франції та Австрії. В Берліні переважно слухав професорів Карла Штумпфа та Шефера і працював у психологічному та фізіологічному інститутах Берлінського університету. Займався проблемою біаурального слуху. Тут він зазнав впливу видатного філософа і музикознавця професора Карла Штумпфа, котрий так само як і професор К. Твардовський були учнями відомого німецького філософа Франца Брентано, лекції якого слухав, а також брав приватні уроки З. Фройд. Наслідком цих студій було 5 досліджень, надрукованих у німецьких філософських та фізіологічних журналах. Якийсь час Степан Балей навчався у Парижі в Сорбонні (1912—1914 роки) та Відні.
Після поверненні до Львова написав німецькою дослідження «Über Urteilsgefühle», а українською — «З психольогії творчості Шевченка». Декілька філософських досліджень надруковано в «Записках» Наукового товариства ім. Т. Г. Шевченка, «Літературно-Науковому Віснику» та в «Шляхах». Ще за часів Першої світової війни він записується на лікарський факультет Львівського університету, після навчання у 1917—1922 роках здобуває звання «доктора усіх лікарських наук».
Разом з галицькими вченими І. Крип'якевичем, Ф. Колессою та іншими був запрошений до заснованого законодавчим актом Української Держави від 17 серпня 1918 року Кам'янець-Подільського державного українського університету його першим ректором І. Огієнком на посаду доцента.
З 1917 року — член НТШ і керівник його наукових підрозділів, з 1920-х років працював у Товаристві наукових викладів ім. П. Могили. Брав активну участь у діяльності ряду українських наукових осередків, працював з науковими журналами «Літературно-Науковий Вісник», «Лікарський вісник», «Наука і письменство», «Український медичний вісник», «Шляхи» та інших.
У 1921—1924 рр. викладав психологію і логіку в Українському (таємному) університеті у Львові. 1929 року Харківський географічний інститут висунув С. Балея кандидатом у члени ВУАН по відділу філософії, соціології та права. Одночасно С. Балей активно працював у польських наукових осередках і наукових виданнях. Він належав до найкращих вихованців професора К. Твардовського, засновника Львівсько-варшавської філософської школи, став її визначним членом, брав активну участь у діяльності Польського філософського товариства у Львові, очолюючи в ньому психологічну секцію.
Отримавши відмову у Львівському університеті на посаду професора, С. Балей за сприяння Казімежа Твардовського і його учнів з лютого 1928 року посів кафедру психології виховання Варшавського університету і працював тут 24 роки. Він став членом існуючих і організатором нових філософських, психологічних і педагогічних державних і громадських структур: директором Інституту психології виховання Варшавського університету, керував Державним учительським інститутом, Педагогічним інститутом Союзу польських учителів, психологічним кабінетом та багатьма іншими фаховими установами. Його обрали членом Варшавського філософського товариства, Варшавського наукового товариства, головою педагогічної комісії Педагогічного наукового товариства, керівного органу Психологічного товариства ім. Ю. Йотейка. Вчений співпрацював з рядом фахових журналів. Від 1928 року редагував квартальник «Polskie Archiwum Psychologii», заснований Ю. Йотейком, перенеймувавши його на «Psychologia Wychowawcza». Брав активну участь у загальнопольських і міжнародних наукових конференціях та з'їздах.
В1929 році Харківський географічний інститут висунув професора С. В. Балея у дійсні члени ВУАН по відділу філософії, соціології і права. Проте його не обрали.
Під час нацистської окупації працював у Варшавському і Краківському підпільних університетах.

## Наукова діяльність
Наукове життя С. Балея можна умовно поділити на львівський і варшавський періоди. Значна частина спадщини, особливо львівського періоду, написана ним українською мовою і опублікована в українських виданнях. Це обґрунтовані дослідження, присвячені емоційно-вольовій сфері людської психіки (почуття, воля), проблемам характеру, розумінню експерименту в психології, фундаментальні праці з психології творчості Т. Шевченка, перші друковані українською мовою підручники з психології і логіки. Це також теоретичні статті з філософії та етики, наукові розвідки з історії світової філософії, нариси філософії Ґ. Лейбніца, В. Вундта, В. Віндельбанда та інших.
У польській науковій літературі про С. Балея пишуть як про співтворця польської психології, засновника у ній важливих напрямків, насамперед, психології розвитку і психології виховання (педагогічної психології). Його наукова спадщина містить фундаментальні праці з філософії, психології та педагогіки на рівні здобутків світової науки. До них належать монографії з психології творчості Ю. Словацького, С. Жеромського, психології виховного контакту, юнацького віку, нариси з психології розвитку дитини, нарис психології виховання, вступ до суспільної психології, праці з психології особистості, експериментальної психології, характерології, психології злочинності, психології чоловіка і жінки та інших.
Філософські погляди С. Балея відбивають впливи брентанізму Львівсько-варшавської філософської школи та її засновника К. Твардовського. Переймаючи еклектичний метод К. Твардовського, С. Балей асимілював новітні досягнення у філософії і психології, відійшов від психофізичного паралелізму, тобто погляду на психіку як самодостатню сферу дослідження. Вчений розглядав її під кутом зору цілісно-генетичного підходу. Психіка постає як феномен, що становить динамічну внутрішню цілісність, причому принципи цілісності і динамізму застосовуються не тільки до самої психіки, але й поширюються на розуміння особистості як психофізичної цілісності. З огляду на це він розглядав індивідуальний розвиток психіки під кутом вікових змін у психофізичному онтогенезі. Це зумовило формування вченим власного концептуального бачення виховання і навчання. На відміну від соціоінтентних настановлень, що традиційно панували в поглядах на формування людини і виражали позицію соціуму на виховання як пристосування індивіда до потреб цілого, С. Балей розробив психологію виховання (педагогічну психологію), в якій розглядав виховний процес з позиції розроблюваної ним генетичної (динамічної), вікової психології, психології розвитку. Він пропонував теорію педагогіки, яка виходить від людини і являє сучасний варіант гуманістичної педагогіки, що ґрунтується на традиціях принципу природовідповідності у навчанні і вихованні. Ця педагогіка, синтезована з психологією, служить завданню сприяти становленню людини громадянського суспільства, в якому самовираз індивіда у реалізації ним свого життя як самотворчості, є умовою існування і самовиразу суспільства. Через педагогіку психологія реалізує себе як галузь знання, що допамагає людині пізнати себе і, творячи свій внутрішній світ, знайти себе у світі зовнішньому. Наукова спадщина С. Балея ґрунтовно, крок за кроком, розкриває розроблену ним власну концепцію персонології як основу новітньої психології і педагогіки.
Як представник двох культур, української і польської, у кожній з них він залишив свій вагомий внесок. З оприлюдненням праць вченого цей внесок стає спільним надбанням. У 2002 р. завдяки співпраці Львівської філософської спілки, Інституту філософії, логіки і соціології та Одеського національного університету ім. І. Мечникова вийшов друком перший том першого українського академічного видання зібрань праць вченого у 5 томах (7 книгах).
Помер вчений у Варшаві 13 вересня 1952 року, похований на військовому кладовищі на Повонзках.

## Нагороди

Після Другої світової війни С. Балея було нагороджено Офіцерським Хрестом Ордена Відродження Польщі, у квітні 1952 року його обрали членом Польської Академії наук.

## Вшанування пам'яті
Ім'я Степана Балея присвоєно Великобірківській ЗОШ І-ІІІ ступеня-гімназії. тепер КЗ «Великобірківський ліцей імені Степана Балея» Великобірківської громади, названо вулиці іменем вченого у Варшаві, Тернополі, Великих Бірках.
З нагоди 140 років від дня народження у Великобірківському ліцеї імені Степана Балея проведено ряд заходів, зокрема, засідання круглого столу за участі педагогів, представників соціокультурного сектору Великобірківської громади та представників вищих навчальних закладів міста Тернополя.
3 квітня 2025 року у Великих Бірках погасили марку, художній конверт та художню листівку зі світлиною Степана Балея.